# بومة مغاربية
البومة المغاربية (الاسم العلمي: Strix mauritanica) بومة مُتوسطة الحجم وهي مُتوطنة في شمال غرب إفريقيا حيث يمتد نطاقها من المغرب إلى تونس، وتستوطن الأحراج والغابات والمناطق الريفية. كانت سابقًا تُعد نُوَيعةً من البومة السمراء الأوراسية.

## الانتشار والموطن
تنتشر هذه البومة في شمال غرب إفريقيا في المغرب وشمال الجزائر وتونس وهي مُقيمة طول السنة وغير مُهاجرة. تستوطن تشكيلة واسعة من الغابات والأحراج خاصةً تلك ذات أشجار السنديان والصنوبر والأرز والمُرَّان وكذلك البساتين والحدائق والمناطق الريفية والقُرى والمُدن.

## الوصف
البومة المغاربية ذات حجم مُتوسط وجسم مُكتنز ورأس كبير مُدوَّر وكِسوة رمادية ضاربة للبُنيّ والعينان سوداء حالكة، وهي أكبر قليلًا من البومة السمراء ويراوح وزن الذكور 325 إلى 470 غم بينما الإناث من 390 إلى 575 غم. الأجزاء العُلوية رمادية داكنة ضاربة للسواد بينما الأجزاء السُفلية أفتح ذات توشيم بارز كثيف والمنقار مُصفَّر اللون.
تُعرف القياسات لكلا الجنسين بأنها تُراوح ما بين 27.2 و30.5 سم في طول وتر الجناح، و17.3 و18.9 سم في طول الذيل، و5.4 إلى 6.1 سم في طول عظمة الساق (الرُسغ)، و2.8 و3.1 سم في طول المنقار.

## الغذاء
في دراسة موسعة للفرائس التي حُددت من كُرات الشعر من موقعين في شمال الجزائر، كان نحو 85٪ من الفرائس من الفقاريات، والباقي من اللافقاريات. ومن بين الفقاريات، تُشكل الثدييات نحو 44% من الفرائس، والطيور 29%، والبرمائيات 15%، والزواحف 12%. وكانت جميع اللافقاريات الموجودة في الكُرات عبارة عن حشرات، وخاصة مستقيمات الأجنحة والخنافس. في موقع المدينة، كانت الثدييات في الغالب عبارة عن قوارض المدنية، وكانت العصافير هي السائدة بين الطيور، مع أهمية الوزغة أيضًا، بينما في الريف، سيطر تنوع أوسع من الأنواع، وخاصة القوارض. وفي دراسة أخرى للكرات من حديقتين كبيرتين في الجزائر، كانت الطيور هي المهيمنة في النظام الغذائي، وخاصة الزرزور الأوروبي والعصافير والبلبل الشائع.